# Гарсон, Уилли
Уи́льям Га́рсон Па́сзамант (англ. William Garson Paszamant), более известный как Уи́лли Га́рсон (англ. Willie Garson; 20 февраля 1964, Хайленд-Парк, Нью-Джерси — 21 сентября 2021, Лос-Анджелес, Калифорния) — американский актёр.

## Биография
Гарсон родился в городке Хайленд-Парк в Нью-Джерси. Посещал школу Camp Wekeela в Хартфорде в штате Мэн на протяжении 11 лет. Получил степень в университете Веслина, учился в Йельской Школе Драмы.
Снялся в более чем 50 фильмах, как правило, играл небольшие роли. Наиболее известен по роли Стенфорда Блетча в сериалах HBO «Секс в большом городе» и HBO Max «И просто так», а также Моззи в сериале USA Network «Белый воротничок». Исполнил небольшую эпизодическую роль в культовом сериале 90-х «Твин Пикс» (серия 20, 2 сезон), а также в сериалах «Друзья» (15 серия, 5 сезон), «Секретные материалы» (3 сезон 7 серия и 7 сезон, 6 серия), «Квантовый скачок» (1 серия 5 сезон, в роли молодого Ли Харви Освальда) и C.S.I.: Место преступления (4 сезон 5 серия, в роли Барта Симмонса или «Секси»).
В 2009 году усыновил семилетнего мальчика Нейтана. Несмотря на то, что Гарсон играл открытого гея в сериале «Секс в большом городе», он являлся гетеросексуалом.
Гарсон умер 21 сентября 2021 года в возрасте 57 лет от рака поджелудочной железы. Его смерть была подтверждена его сыном.